# Eiche nördlich Chieming

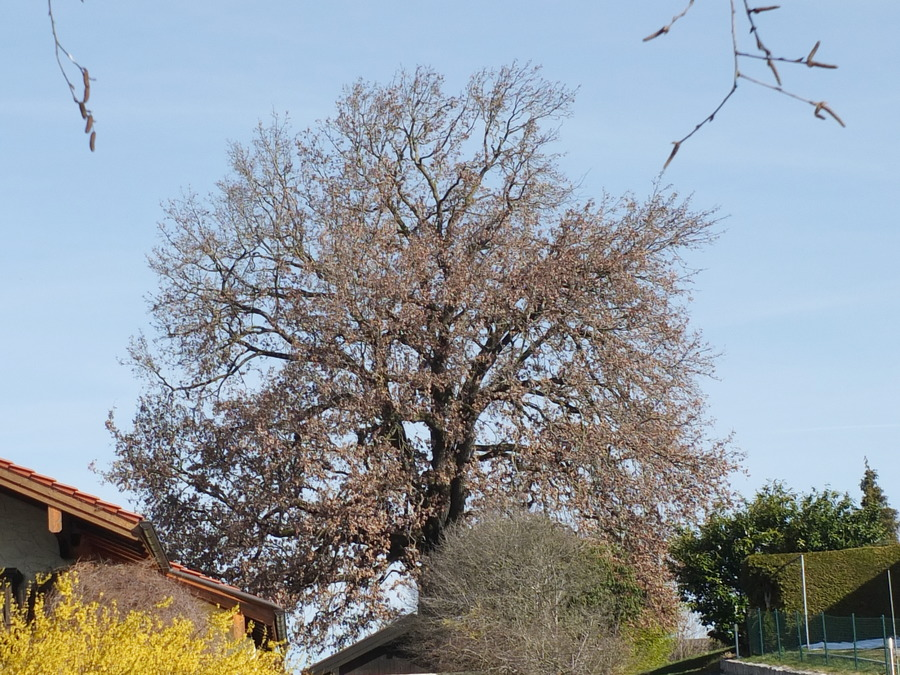
Eiche nördl. Chieming, ND-00126

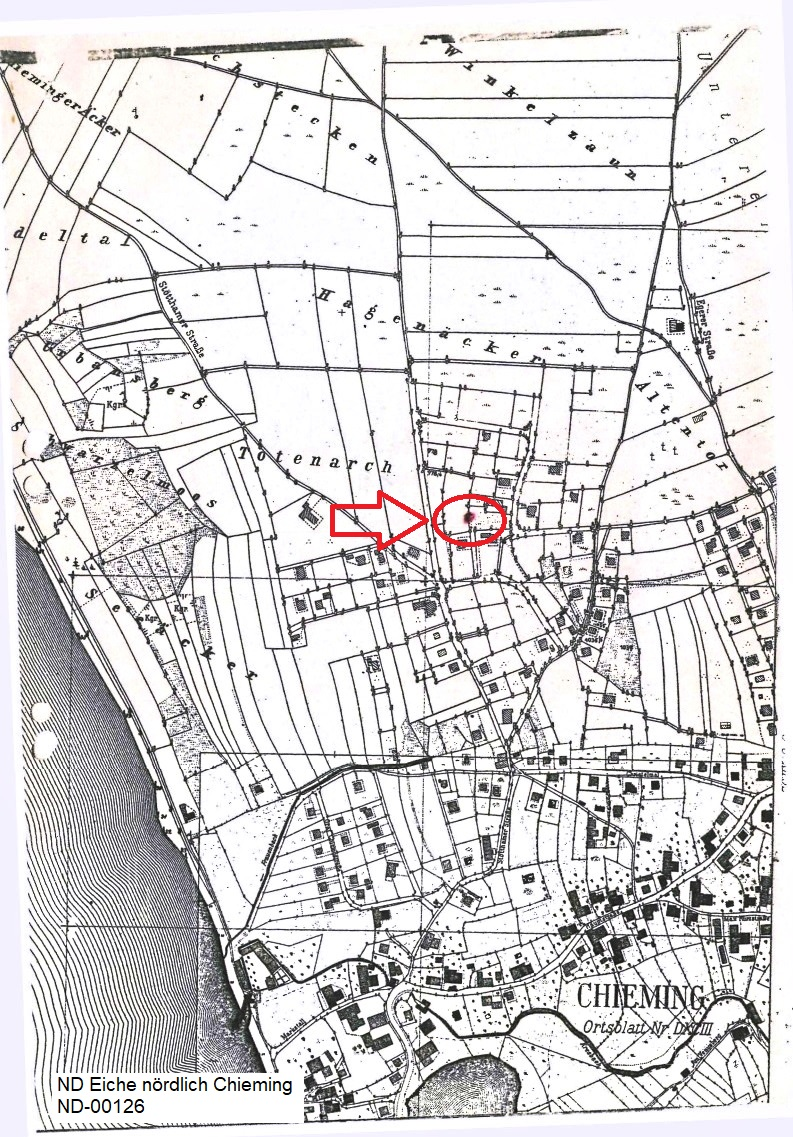
Lageplan Amtsblatt

Die Eiche nördlich Chieming wurde 1963 als Naturdenkmal unter Schutz gestellt. 
Das Bayerische Landesamt für Umwelt (LfU) führt sie unter der Nummer ND-00126.

## Standort
Die Eiche befindet sich ca. 560 m nordöstlich der Pfarrkirche Maria Himmelfahrt in Chieming. Zum Zeitpunkt der Veröffentlichung der Verordnung war der Baum, laut beiliegendem Lageplan, noch am nördlichen Dorfrand. In der Zwischenzeit hat sich die Bebauung stark ausgeweitet, die Eiche steht in einem Wohngebiet, auf der Grenzlinie zweier Grundstücke, dem westlicher Rand von Grundstück Lindenstraße 7 und dem östlichen Rand von Grundstück Eschenweg 2b.